# قدرت سوت‌زن
قدرت سوت‌زن (انگلیسی: The Power of the Whistler) فیلمی در ژانر معمایی و نوآر به کارگردانی لو لندرز است که در سال ۱۹۴۵ منتشر شد. از بازیگران آن می‌توان به ریچارد دیکس اشاره کرد.